# Takafumi Suzuki
Takafumi Suzuki (鈴木 崇文, Suzuki Takafumi, né le 25 mai 1987 à Shizuoka) est un athlète japonais, spécialiste du saut à la perche.

## Biographie

### Palmarès
| Date | Compétition                  | Lieu  | Résultat | Performance |
| ---- | ---------------------------- | ----- | -------- | ----------- |
| 2006 | Championnats d'Asie juniors  | Macao | 2e       | 5,20 m      |
| 2007 | Championnats d'Asie          | Amman | 3e       | 5,10 m      |
| 2008 | Championnats d'Asie en salle | Doha  | 2e       | 5,35 m      |

### Records
Takafumi Suzuki a sauté à deux reprises à 5,55 m : à Numazu en avril 2008 et à Fukuroi en mai 2009.
| Épreuve          | Épreuve      | Performance | Lieu           | Date                     |
| ---------------- | ------------ | ----------- | -------------- | ------------------------ |
| Saut à la perche | En plein air | 5,55 m      | Numazu Fukuroi | 18 avril 2008 2 mai 2009 |
| Saut à la perche | En salle     | 5,40 m      | Osaka          | 4 février 2012           |